# Кузьмин, Пётр Петрович
Пётр Петро́вич Кузьми́н (1861 — 1938) — данковский уездный предводитель дворянства, член IV Государственной думы от Рязанской губернии.

## Биография
Православный. Дворянин (в 1895 году внесен во 2-ю часть родословной книги Рязанской губернии). Землевладелец Данковского уезда (450 десятин при селе Мышенка в общем владении с сестрами) и Валдайского уезда Новгородской губернии (950 десятин).
По окончании 2-го кадетского корпуса в 1880 году поступил вольноопределяющимся в лейб-гвардии Егерский полк. В 1883 году выдержал офицерский экзамен при 2-м военном Константиновском училище и произведен был в прапорщики того же полка. В 1890 году вышел в запас в чине поручика.
В 1892 году был назначен земским начальником 3-го участка Данковского уезда. В 1903 году перешел на службу по Министерству внутренних дел, где заведовал делопроизводством по определению прав жительства и торговли лиц иудейского вероисповедания. 6 декабря 1906 года произведен в действительные статские советники. В 1911 году был избран данковским уездным предводителем дворянства, в связи с чем вышел в отставку.
В 1912 году был избран членом Государственной думы от съезда землевладельцев Рязанской губернии. Входил во фракцию русских националистов и умеренно-правых (ФНУП), после её раскола в августе 1915 года — в группу сторонников П. Н. Балашова. Состоял членом комиссий: по Наказу, по местному самоуправлению, бюджетной, по направлению законодательных предположений, а также товарищем председателя земельной комиссии (до декабря 1916) и председателем комиссии по запросам (с декабря 1916).
С началом Первой мировой войны дворянство Рязанской губернии избрало Кузьмина уполномоченным санитарного поезда. Также он состоял членом Исполнительной комиссии Общедворянской организации помощи больным и раненым воинам (1916). После Февральской революции был назначен комиссаром ВКГД на Юго-Западном фронте, был на фронте с 18 марта по 21 апреля. Затем по заданию ВКГД был командирован в Псковскую и Рязанскую губернии «для сношения с войсками и населением».
После Октябрьской революции эмигрировал во Францию. Умер в 1938 году в Бордо. Был женат на дочери действительного статского советника М. А. Протасьева, имел сына.

## Награды
- Орден Святой Анны 2-й степени (1904)
- Орден Святого Владимира 3-й степени (1910)
- Орден Святого Станислава 1-й степени (1913)
- Георгиевский крест 4-й степени (1917)

- медаль «В память царствования императора Александра III» (1896)
- медаль «За труды по первой всеобщей переписи населения» (1897)
- медаль «В память 300-летия царствования дома Романовых» (1913)